# 銃夢
銃夢（ガンム、GUNNM）は、木城ゆきとによる日本のSF格闘漫画。

## 概要
本作の内容は、全身サイボーグの戦闘技能に優れた少女ガリィが「機甲術」（パンツァークンスト）と呼ばれるサイバネティクス格闘技術を駆使してさまざまな強敵と戦うという、サイバーパンク格闘アクションとでも言うべきストーリーである。一方で、軌道エレベータやナノマシンなどの最先端技術や、ハチソン効果、サイコメトリー、ニコラ・テスラのスカラー波兵器などといった怪しげなガジェットも豊富に詰め込まれている。
『ビジネスジャンプ』（集英社）にて、1991年3号から1995年10号にかけて連載された。単行本は全9巻が発売されたほか、1998年からB5判の愛蔵版（全6巻）が発刊されている。愛蔵版には作品完結後に発表された外伝3本が収録されている。そして、続編『銃夢 LastOrder』への流れに合わせて、結末部分が差し替えられている。2010年6月には新装版（全7巻）が発売されたが、集英社法務部とのセリフ変更問題により続編の連載は終了し、講談社への移籍となった。
『銃夢 LastOrder』の連載終了後、『銃夢』の前日談および『銃夢 LastOrder』の後日談を描く「最終章」と銘打たれた続編『銃夢火星戦記』が『イブニング』（講談社）にて、2014年22号から連載中。
サイドストーリーとしてモーターボール編の外伝的作品『灰者』もある。また、小説版として、川村泰久の『銃夢』（ジャンプ ジェイ ブックス）が刊行されている。
他メディア展開としては、OVAが2本とCDドラマが発売され、本編完結後にはプレイステーション用ゲームソフトとして『銃夢〜火星の記憶〜』が発表された。また、ハリウッドで『アリータ:バトル・エンジェル』が制作された。
海外にもいくつかの言語に翻訳されているが、英語版は『Battle Angel Alita』として輸出されている。主人公の名前「ガリィ」は、英語では Gully（渓谷という意味）になるので、「アリータ」に変更されている。
2016年7月、『銃夢火星戦記』第3巻の帯にて、ハリウッドでの映画化が発表となる。
2018年11月、講談社イブニングKCDXより新たに新装版の刊行が始まる。

## ストーリー
舞台ははるかな未来、何本ものパイプラインによって天上に繋ぎ止められている空中都市「ザレム」の真下には、ザレムの下部から吐き出された、廃棄物の山があり、これを囲う形でゴミを再利用して生きる人々が、「クズ鉄町」を形成していた。物語はこの絶望的に荒廃した街から始まる。
天から下がった支柱の末端にぶらさがった格好のザレムの真下には、ザレムから排出されるゴミやスクラップが堆積して山をなしていた。クズ鉄町は、その名の通りザレムの屑に群がるようにして集まった者たちが、スクラップを再生して利用し、独特の工業文化を支えていた。この世界には、その苛酷な生活環境によって狂ったように進化した、極めて高度なサイバネティクス技術が栄えており、人体をサイボーグとして改造することが一般化していた。
ある日、クズ鉄町でサイボーグ専門医を開業しているイド・ダイスケは、スクラップの山から、奇跡的に脳髄が良好な状態に保たれている少女型サイボーグの上半身を掘り出す。彼女は頭部と胸部しか残っておらず、イドの医療によって意識を取り戻しはしたものの、あまりに長い間休眠状態にあったからか、過去の記憶をすっかり失っていた。自分の名前も分からない彼女に、とりあえずイドは前に飼っていた猫の名前を拝借して「ガリィ」と名づけ、失われた腕や足など体の代用品を与えて育て始める。
イドは、温和で腕の良いサイボーグ技術者としての顔とは別に、闇夜にまぎれて犯罪者を狩る賞金稼ぎとしての裏の顔も有していた。極めて治安の悪いクズ鉄町では、ハンターウォリアーと呼ばれる賞金稼ぎのシステムがザレム直轄の治安維持機能の一環として運営されていた。その姿を見て、ガリィもハンターを志し、イドの反対を押し切ってハンターの1人として登録する。そんなガリィのもとには数々のトラブルが舞い込む。闘いになる度、ガリィの脳裡にはなぜか隠された記憶の断片が甦り、彼女は実は火星で発祥した伝説の格闘技術「機甲術」パンツァークンストの使い手であることも分かってきたが、その過去は益々謎の深遠に沈んでいく。

## 登場人物
※OVA・ドラマCDに登場したキャラクターは、声優も併せて記載している。
ガリィ
声 - 伊藤美紀
本編の主人公。火星で発祥した伝説の格闘技術「機甲術」（パンツァークンスト）の使い手。元の名前は陽子（ヨーコ）。数百年前に大気圏外から地上へ落下するが、奇跡的に一命を取り止め、仮死状態のままクズ鉄町のスクラップの山で眠っていた。イド・ダイスケに発見されて「ガリィ」と名づけられる。ガリィとは、イドが以前飼っていたペット（黒猫のオス）の名前である。8巻でノヴァが仕掛けた仮想現実システム「ウロボロス」の中ではアリタと名付けられ、しばしイドと3人の幸せな生活の幻夢に浸った。
当初は標準的でパワーも無い市民向けモデルのボディをイドに与えられたが、イドを襲った賞金首相手に機甲術の技を使った結果失っている。その後、ハンターウォリアーを志してマカクと初戦で再度ボディを失う。その際にイドのコレクション中で最強の「バーサーカーボディ（手術したのはゴンズ）」をもってマカクを撃破する。クズ鉄町のハンターウォリアーとして頭角を現わし、凄腕の賞金首稼ぎになる。しかし、ユーゴとの淡く幼い恋が最悪の形で潰えた後、モーターボールと呼ばれる格闘球技の選手に転じ、「殺戮の天使（キリング・エンジェル）」なるスター選手にのし上がる。ここで名工の手によるダマスカスブレード（ダマスカス鋼でできた名刀）を得、また生涯忘れ得ぬ強敵との戦いを経てモーターボールの世界から足を洗うが、ダマスカスブレードはその後も引き続きガリィの主要な武器としてガリィと行く末を共にする。モーターボール引退後はバー「カンザス」の仲間らとの日常を謳歌していたが、ノヴァの引き起こした災害を食い止めた結果としてザレム当局によって犯罪者として捕らえられる。この時、ビゴットと交わした超法規的な取り引きで「そのまま処分されるか、またはザレムの手先として戦いに生きるか」の選択を迫られ、TUNED の工作員となる道を選ぶ。TUNED工作員としての彼女はザレムの忠実な手下として働き、人々からは「ザレムの死の天使」と呼ばれるが、そんな中でビゴットに代わるオペレータとして配属されたルゥ、新たな恋人となるフォギア、ノヴァの息子であるサイコメトラー・ケイオスと出会う。
TUNED工作員としての最後の任務であるノヴァ追跡を成し遂げるが、ザレム側からの裏切りを含む一連の流れの中、ノヴァを倒す。しかし、バックアップを残していたノヴァのトラップに掛かって爆殺された。
『銃夢 LastOrder』（以下、『LO』と表記）以前の無印版では爆殺されたのち、ノヴァによってイマジノス体を与えられ、ルウを救出。ザレム人から脳を奪う「イニシェーション」を阻止するが、ノヴァが行った干渉で中央電脳「メルキゼデク」が発狂。軌道エレベータを含めたシステムが分解する危機を自身を犠牲にして食い止める。5年後、「ナノマン樹」と呼ばれるようになった軌道エレベータの一角で発狂してからも時折正気に戻るノヴァのナノ操作によって生身の人間として再生していたところをフォギアとコヨミに発見される。
OVA版ではバーサーカーボディを得ることはなく、イドが開発したサイボーグボディで戦い抜くことになる。

イド・ダイスケ
声 - 苅谷俊介
クズ鉄町のサイバネティクス医師。普段は人好きのする好青年で、かなり高度な技術を持ち、住民から信頼を得ている。裏の姿であるハンターウォーリアとしては、生身の肉体ながらもロケットエンジン内蔵のハンマーを使い、犯罪者を残虐に刈り取ることを生業とし、その中に充実感や自身の実在を見出しているキリングマニア。当初は殺人被害者から回収されたサイボーグパーツ（娼婦が使っていたもので、優美な彫金が施されていた）を買い取ってガリィに与えていたため、殺人犯と勘違いされた。
かつてザレム市民であったが追放された過去を持ち、額に成人したザレム市民に共通するマークを持っている。外伝『聖夜曲』では真っ当な医術を学びながらサイバネ技術をマスターした医師でなければ食っていけないクズ鉄町に馴染めずにいたが、少女・キャロルとの出会いと別れを経てサイバネ医師として一本立ちした経緯が描かれる。
ガリィに対しては、自身の家族とも理想の女性像とも取れるものを投影し、その生き方に干渉していた。しかしガリィが自分の手を離れてハンターウォリアーに身を転じ、マカクとの戦いで生命の危機に陥った際は、自身も重傷を負いながらも秘蔵のボディを改造してガリィの戦闘用躯体を作り上げた。
モーターボール編以後、流出したバーサーカーボディを買い戻すため訪れたノヴァ邸で、ザパンの暴走に巻き込まれ死亡。ノヴァの手で蘇生するが、その際に知った「ザレム人の秘密」の重圧に耐え切れず自らの記憶を消去した。現在はとある農場でサイバネ医師を続けている。
OVA版ではかつてザレムでも1・2を争うほどの優れたサイバネ医師であったと設定されており、またガリィに対する愛情もより父性愛的なものとして描写されている。時には患者から治療費を取らない事もある良心的な医師で、ハンターウォーリアーを行っている理由も診療所の経営を維持するためと示唆されている。原作と異なってその戦闘能力も高く、ユーゴの末路に激高してベクターのオフィスに単身乗り込んだ際には、彼と用心棒のザーリキを単独で殺害している。
なお、彼のキャラクターにはセルフオマージュとしての原型が存在し、作者が1987年に同人誌で発表した短編漫画『IRON FIST』にその源流を見ることができる。なお『IRON FIST』は作者ウェブサイト『ゆきとぴあ』内で公開されており、イドの服装や武器、そしてその二面性に類似点が見出せる。

ゴンズ
声 - 岸野一彦
クズ鉄町で露店食堂を営む、頭に鉄板を打ち付けた姿の元サイバネ医師（獣医）。通称・ゴンさん。傷ついたイドに代わってガリィにバーサーカーボディを繋ぐ手術を行なった。
後にバーサーカーボディを手に入れたザパンが「カンザス」を襲った際に殺害される。

デッキマン
ザレムが下界のクズ鉄町や「ファクトリー」（クズ鉄町にある、ザレム市民が消費する資源や製品を供給するための工場）などの事務処理端末として各地に置いているサイボーグの一種。筒型のボディをしており、チューブを通して移動した先の各種機器と接続して業務を行う。なお正確には顔の皮と脳の言語野のみをバイオパーツとして使用しているだけで、人間としての意識は一切無く、勧誘文句は「捨て子自殺者大歓迎」。文字通り機械的にファクトリーの維持・運営に当たる。元になった人間の言語野を介して発声しているため、デッキマンごとにおかしな口癖があり、胸に書かれた識別番号以外の個性ともなっている。

ネットマン
ファクトリーの外部端末サイボーグ。ファクトリーの治安維持に当たり、普段は町辻で交番のような役割を果たしている。デッキマンと異なり自律移動が可能なほか、左腕のオプション・ユニットで武装しており、A級犯罪者（鳥類も含む）を見つけると容赦なく射殺する。

### マカク編
魔角（マカク）
札付きの凶悪な賞金首。本体は巨大な頭部とウジのようなボディだけで、様々なサイボーグの体を次から次へと乗っ取っていく特殊な能力を持つ。知能レベルはボディによって左右されるらしい。ノヴァに改造された、ある意味被害者である。エンドルフィン依存症で、エンドルフィンあふれる脳味噌が大好物。ストリートチルドレンのころは無力であったために人間扱いされず、ゴミのように殺されかけ、サイボーグボディを手に入れてからは強過ぎて化け物扱いされ、唯一対等な敵として目前に立ちはだかったガリィに対して、ある特別な感情を抱く。

キヌバ
クズ鉄町で開催されているコロッセオのチャンピオン。右手に仕込まれたグラインドカッターと戦術コンピューター・猪頭（ボアヘッド）によって圧倒的な能力を持ち、無敗を保っていた。しかしその性能に目をつけたマカクにボディへ潜入され、自刃を試みるも一瞬の差で破れ、機体を奪われて死亡した。

ザーリキ
コロッセオにてキヌバに挑戦していた選手。両手のチェーンソーを駆使した「サバトの蟹の舞」を繰り出すも、一瞬でキヌバに敗れている。しかし実力自体は低くないらしく、キヌバ亡き後はコロッセオのチャンピオンとなり、ベクターの用心棒も引き受けていたが、やはりガリィに一撃で敗北している。
OVA版ではグリュシカ亡き後のコロッセオのチャンピオンであり、ベクターの護衛を引き受けていたが、ユーゴとチレンの末路に激高したイドによって撃破されている。

ウォルシュ
クズ鉄町のバー「カンザス」のオーナー。名前は『LO』で判明。店はハンター達のたまり場と化しており、イドやザパンもかつて常連だったが、ガリィを狙う敵襲によって2度も潰れてしまう。以後アル中となった上に下半身を失うなど悲惨な生活をしていたが、最後は無印・『LO』共に足をキャタピラに代えて再起し、3度目の「カンザス」開店を目指す。

コヨミ
「カンザス」オーナーの一人娘。登場当初は泣くことしかできない赤ん坊だったが、後に快活でしっかりした性格に育つ。実の娘ではなく捨て子だが、成長したコヨミは後に意外なところでガリィと再会する。ガリィが彼女の命を助けたことも一度や二度ではなく、縁浅からぬ関係である。
やがて数奇な縁からバージャックと行動を共にするようになり、ガリィと決別。ビューイックからカメラを託され、さらに電の最期にまで立ち会ったことで、彼らの戦いを語り継ぐことを決意する。そしてビューイックとの共著という形で『馬借戦記』を出版した後は、ジャーナリストとしてガリィの伝記執筆のため彼女の足跡を辿っていく。

ザパン
声 - 戸谷公次
クズ鉄町のハンターの1人。かつてバー「カンサス」でガリィに侮辱されて以来、度々やり合うもその都度恥をかかされたという因縁がある。非常に執念深い性格で、復讐のためにある卑劣な策略でガリィを苦しめるが、逆に一撃を喰らって顔面を損傷し敗れ去った。
その後の「ザパン編」ではボランティア女性・サラの元に身を寄せ平穏な暮らしをしていたが、ガリィの姿を見たことでパニックに陥った彼の強化された強力なボディが悲劇を生み、事故で彼女を死なせてしまう。精神を病んで再度ガリィに復讐を仕掛けるが又も失敗、サラの父親であるハンター・マードックによって抹殺された。しかし、残った僅かな体のパーツにノヴァがバーサーカーボディを与えて復活、クズ鉄町を大恐慌に陥れた。

### ユーゴ編
ユーゴ
声 - 山口勝平
クズ鉄町で修理工・便利屋として生計を立てている少年。ガリィの初恋の相手。
かつてザレムを目指した兄の形見としてその腕を受け継いでおり、商才や組織力、度胸と計画力でベクターにもその能力は高く評価されていた。裏では、サイボーグを襲って脊椎強盗まで犯しながら1,000万チップを目標に大金を稼いでいる。それは憧れのザレムへと行くためであったが、ザパンによって犯罪が発覚、賞金首として手配されクライヴ・李によって致命傷を負う。死を免れない状況だったが、ガリィの機転によって命を拾い、イドによってサイバネ処置を受けて生き延びる。
だが、イドから「金を積んだところでザレムには行けない」と知らされ、ガリィと共にベクターの許へ向かいそれが真実であると知ると、自棄になってファクトリーからザレムへ繋がるチューブを登ってザレムに辿り着こうとする。制止にきたガリィの必死の説得を受けて地上へ戻る事を決意するも、その直後阻止装置に掛かって高空から落下し、死亡した。

ベクター
声 - 千葉繁
クズ鉄町でも随一のフィクサー。ザレムと地上の物資流通の多くを取り仕切っており、出資しているコロッセオのチャンピオンを個人的な護衛に用いるなどその富と権力は莫大。
一方で後ろ暗い事にも手を染めており、合法の臓器売買から成り上がったこともあって、ユーゴを「金を集めればザレムへ行かせてやる」と騙し、慢性的に品薄なサイボーグの人工脊椎を強盗させて金を稼がせている。ただしこれは宣伝目的で吹聴していた「ザレムに行ったことがある」という嘘をユーゴが信じ込んでしまったため、諦めさせようとついた方便であり、ユーゴ自身の才覚には期待して目をかけていたりなど、決して極悪人ではない事は（この点は続編である『LO』でも）描かれている。
ユーゴの死後も何とか地位を維持しており、電一味との交渉も辛うじて成立させ、さらにザレム崩壊後はケイオスと手を組んで安定化に協力した。
OVA版ではより悪辣な人物として描写されており、ユーゴ、チレンを利用して死に追いやったことで激高したイドにより、ザーリキともども殺害された。

メギル
違法薬物組織メギル商会の首領、薬剤師。毒性の高い麻薬をクズ鉄街に蔓延させ、大量の脳死者を出していた。ガリィに追い詰められて秘薬「人狼錠」を摂取、巨大な狼男となって襲いかかる。後述する外伝『灰者』にて、モーターボール界の薬物汚染にも深く関与していたことが判明する。

クライヴ・李
クズ鉄町のハンターの1人。「白熱掌」の異名を持ち、両手を白熱化させるサイバーアームによる格闘攻撃を得意とする。物教という宗教に帰依しており、感情を打ち消して機械的な「物」を目指す事を尊び、殺害した賞金首相手にも「成物」を祈る。かつて賞金首となったユーゴの兄を殺害したハンターであり、ユーゴ自身が賞金首になった際はその経験から潜伏場所を突き止め、彼に致命傷を与えた。乱入してきたガリィとユーゴを巡って戦闘になり、一瞬の隙と悪天候を利用され、落雷によって命を落とした。
死してなお後述のマードックと並び称される強者であったことが語られており、事実バーサーカーボディから出力されたプラズマに拮抗したサイボーグはクライヴ・李の他に描写されていない。ノベライズで登場した女ハンターのキャリコは彼の弟子だが、独力での白熱化はできず外部バッテリーを用いての赤熱化が限界であるなど、クライヴ・李がクズ鉄町のサイボーグとしては桁違いの存在であった事が示唆されている。

### モーターボール編
ジャシュガン
「帝王」の異名をとる、モーターボール第一リーグのチャンピオン。モーターボールで使用するボディーのカラーは白。シュミラという妹がいる。歯車のようなギミックを仕込んだ腕による「機関拳」（マシン・クラッツ）で無敵のチャンピオンとして君臨する。必殺技は螺旋状の軌道を描き、青白い閃光となって繰り出される鉄拳「サイドワインダー」、腕のモーターを利用した投げ技「アリゲータースナッパー」など。彼もまたノヴァのナノ改造を受けた1人で、「脳死の発作」というリスクを抱えつつも、無限ともいえる脳の情報処理能力（作中では「超脳力」と呼ばれる）を獲得、サイボーグボディを操る集中力たる「機」を練り上げての知覚不能な超高速戦闘を得意とし、自らの師をも超えた。医者としてのイドに身体を診てもらっている。ガリィとは最強の好敵手として何度もまみえたが、結局最後までガリィはジャシュガンに勝つことはできなかった。サイボーグ武闘家の極地とされる「機械の肉体でありながら生身の感覚を取り戻す」という領域に達した、本編、外伝、続編を通して唯一の人物。死後もガリィの夢の中に現れて戦い、物語の要所要所でガリィに成長を促した重要な人物である。

シュミラ
ジャシュガンの妹。多少知恵遅れの風がある。ジャシュガンの死後、イドの口利きで「カンサス」のウェイトレスになる。ザパンによるクズ鉄町壊滅以後、サラが所属していたボランティア旅団の団長と結婚。多くの子宝にも恵まれる。

エスドック
声 - 大森章督（ドラマCD）
打倒ジャシュガンに燃えるトレーナー。ガリィに愛用の武器となるダマスカスブレードを手配した。かつてジャシュガンの好敵手だったが、事故からの復帰後にジャシュガンの超脳力に追いつくため興奮剤「アクセル」を乱用し、それによる副作用・末端神経凍結（ターミナルフロスト）で引退した過去を持つ。そのためガリィを最強のモーターボーラーにすること、そしてジャシュガンに勝つことに人生を掛けており、暴走気味なところもあった。ジャシュガンとの試合直前、狂信的なファンからガリィをかばって死亡する。
彼がガリィのモーターボール引退を阻止しようと、預かっていたバーサーカーボディを無断で売却したことが次のザパン篇へとつながっていく。また常用していた薬物「アクセル」については、前述のメギルが開発・販売したもので、本編以前のモーターボールを描いた外伝『灰者』にて詳細が語られている。

ウンバ
声 - 西尾徳（ドラマCD）
エスドックと旧知のメカニック。矮躯だが一種の天才で、複数の視聴覚情報を同時処理しつつタコ足状のマシンアームで超高速の作業を行うことが可能。エスドックの死とガリィの引退を経て以降は、機械工房を開いて生計を立てており、エスドックが勝手に売りさばいたバーサーカー体の買い手を探しだし、買い取り交渉を繰り返していることをガリィに教えた。

アジャカティ
第二リーグ「破壊王」。亜細亜格闘技（エイジアンアーツ）の達人で、3人の弟子持ち。ガリィと登録ナンバー「99」の使用権を賭けて戦うが、その技量に心服し舎弟となる。
正統派のモーターボーラーであり、弟子を殺害したアルムブレストを敵視しているが、あくまでも競技の範囲内であり、モーターボーラーとしてはアルムブレストを認めている。そのため最終的にはガリィと決別することになる。
PS用ゲーム『火星の記憶』では、ボディーカラーがカーキグリーンとなっている。

アルムブレスト
第二リーグのチャンピオン。「暴帝（カリギュラ）」の名で恐れられるサディストで、ダイヤ刃のチェーンソーで対戦者を輪切りにするのを無上の喜びとする。リーグ内に数人の部下がおり、自身のレースを援護させる。また他のレーサーを撃破する際は、わざわざ脳だけは無傷で残して頭蓋を切除するなど、パフォーマンス的な処刑を行う。レース中にファンの腕を切断して頭部に飾り勝利を願う「栄光の手」というパフォーマンスが定番となっており、ファンたちが喜んで自分から腕を差し出すほどのカリスマ的な人気を誇る。
ゲームでのボディーカラーは青で、胸のプレート部が赤となっている。このエピソードから11年後にあたる『LO』でも、アジャカティと共に僅かながら登場しており、酒場で2人してガリィの試合を観戦している。

ザファル・タキエ
第二リーグの女性プレイヤー。「真紅の疾風（クリムゾン・ウインド）」の異名を持ち、一瞬でガリィの間合いに踏み込むほどの天才的な走りを武器とする。
ゲームではその異名から、ボディーカラーが赤となっている。

ティーゲル
第二リーグ万年最下位のプレイヤーで、「第二の恥部」の蔑称を持つ。鈍重な巨躯のため勝利経験は皆無だが、その反面一度もクラッシュしていないのが売り。
ゲームでのボティーカラーは紫。

バルディチェ
第三リーグの古強者。左腕には拳玉腕（フレイルアーム）を装着しての戦いを得意としており、レースでも快走を見せるが、ゴール前でガリィと対決して破れる。このレースがイドがガリィを見つけるきっかけとなった。
その後詳細は語られないまでもセカンドリーグに昇格したらしく、レースシーンの背景などに確認できる。

アーマートーゴー
第三リーグチャンピオン。剣道防具風のボディを持ち、豪刀「大PANNA長光」を操って自顕流を繰り出す。デビューまもないガリィと一騎打ちを行うも敗北、ガリィの第二リーグ昇格の決定打となる。

### ザパン編
サラ
ボランティア活動をしていた女性。元々の顔と記憶を失ったザパンと平和に暮らしていたが、モーターボール中継に登場したガリィの姿を見て錯乱したザパンに殺害され、首を持ち去られる。

マードック
サラの父親で「犬使い（ドッグマスター）」の異名を持つ賞金稼ぎ。4頭のサイボーグ犬「ラウド」「グローリー」「ウィナー」「フューリー」を操り標的を追いつめる。
娘の仇であるザパンを一度は仕留めるが、バーサーカーボディを得て復活したザパンと戦い死亡。

フューリー
マードックの操るサイボーグ犬。普段は寝てばかりいるが、有事には耳の仕込みブレードと強靭な牙で戦う。
ザパン戦後も生き延び、コヨミのボディガード役として苦楽を共にし、バージャックの乱を鎮圧したGR-10と刺し違えた。

ディスティ・ノヴァ
あまりに危険なためザレムから追放された天才マッドサイエンティスト。人間の業（カルマ）の克服を宿願とし、独自の業子力学を組み上げた。ナノマシン技術の第一人者で、天上世界でも一目置かれている。焼きプリンが大好物。焼きプリンを食べる時の台詞「おいちい」や「キャハハハハ」の笑い声が特徴的。自身の興味のためなら「実験」と称して他者を傷つけることもいとわず、その結果として自身が死んだとしても一向に気にしない破綻した性格の持ち主。体内に自慢のナノマシン技術によって無数の修復ロボットを仕込んでおり、異常な生命力を誇る。
バーサーカー体を巡ってガリィと接触して以降は、自身の業を乗り越えようとする彼女の姿に興味を懐き、実験材料として執着するようになる。『TUENED』編ではザレムより捕獲命令が出された事でクズ鉄町を逃れてバージャックに接触、荒野にて研究を続けていたが、エージェントとして現れたガリィと再度対峙する。仮想現実「対自核夢（ウロボロス）」にガリィを捕らえ、精神的な直接対決を挑むも、「アリタ」と平和で穏やかな一時を過ごしてしまったことで、そうした穏やかな幸福が失われることを嘆いて運命の克服を目指そうとした自分の動機と、そしてこの平穏な世界こそが自分の夢であったことを思い出してしまい、ウロボロスから復帰したガリィに首を刎ねられ首は高電圧線に接触して消滅。この際の記憶はバックアップされなかったため、ノヴァ自身も知らない。『LO』では自慢のナノマシン技術とザレム人のある秘密に伴う「記憶の保存」により「ほぼ完璧な不死性」を獲得、方々で人体実験を繰り返している。
『LO』以前の無印版では「自分が実験材料としていた少女の犠牲によって救われる」という耐え難い事実の前に発狂し、痴呆状態となるという結末を迎えた。もっとも、時折自身の記憶バックアップと連結する事で正気を取り戻す事もあり、それが結末で大きな意味をもたらす。

バザルド
ノヴァの従僕を務める巨漢。主の性格を熟知しており、名前を呼ばれただけで用件を聞き分ける。ノヴァ同様に体内を修復ロボットで守られている。

イーライ
ノヴァの助手兼愛人。美と肉体に異常な執着があり（ガリィには一笑された）、ノヴァのナノ技術で不老となっている。水圧コンバータで水の鞭を操る達人。

### TUNED編
ビゴット・アイゼンバーグ
ザレム「地上監察局（Ground.Inspect.Bureau）」局長で「TUNED」運用の中心人物。
ガリィら“地上人（ちじょうびと）”を見下しており、また他人に対して誰にでも高圧的な態度で接するが、部下には人徳がない。ガリィに「ザレムの手先として戦うか、処分による死か」の二者択一を迫った。後にノヴァが洩らした「ザレム人の秘密」を知ったために発狂、悲惨な最期を迎える事になる。本人はホモ・セクシャルで女性に興味はないと言っている。

Dr.ラッセル
G.I.Bに所属する科学者。ビゴットと比べるとロマンチストで人格者だが、あくまで「ザレム人としては」というレベル。量産型TUNED・GRシリーズ配備に伴い解任される。
『LO』以前の無印版では、ノヴァがザレムに持ち込み再生したガリィの面倒を看るが、ガリィが「エンド・ジョイ（公衆自殺機械）」を破壊した際には嫌悪を露わにし、ノヴァに「ザレム人の秘密」を見せられた際に錯乱して投身自殺した。
『LO』ではノヴァによって「ザレム人の秘密」を公開する材料とされ、ザレム中にその有様を放送された。

フォギア・フォア
血気盛んな若者で、ガリィの第2の恋人。珍しく生身の人間である。田舎育ちの海の男で、都会の空気に憧れてクズ鉄町に上京するも、肌に合わず帰郷する。対サイボーグ格闘術の一種『対サイバネ骨法』の使い手で、強靭な肉体は異常な打たれ強さを誇る。生身ながら掌打による「徹し」は機甲術の「周波衝拳」（ヘルツ・エア・ハオエン）と同じ効果を生む。
ファクトリー貨物列車の傭兵となるも、警護中「バージャック」の襲撃を受け、脱走防止用の仕掛けで危うく死にかけるが、ガリィの気紛れに助けられ、付きまとうようになる。最初の内は疎ましがったガリィも、二人三脚で持ちつ持たれつの関係により好感を寄せ始める。やがて一旦故郷に戻るためにガリィと別れる。
『LO』以前の無印版ではガリィを探し求め、5年後にイェールで見事彼女を見つけだし抱きしめた。

ヨルグ
ファクトリー貨物列車の傭兵でフォギアの友人。傭兵としては（移動を兼ねた契約回数が多い意味で）経験豊富だが、気弱で吃音症のおとなしい性格の男。バージャックを恐れて仲間たちが傭兵を辞める中、妻子のいる農場（ファーム）22へ帰郷するため残留、フォギアともどもガリィに助けられる。
幼馴染で傭兵のボッズル大佐がバージャックに転身しており、命と引き換えに一度はバージャックへ寝返るが、ソケット兵に改造される。しかしボッズル大佐の部隊が農場22の襲撃を計画していることを知り、再度寝返ってガリィとフォギアの窮地を救うも、脱走防止装置によって致命傷を負い、「妻子にあわせる顔がない」と泣きながら死んでいった。

電（デン）
ザレムへの反逆集団「バージャック（馬借）」の首領。ファクトリーからは「1億チップ」という破格の賞金が掛かっている。
その極めて巨大な体は、ほとんど対要塞戦闘装備で、巨刀「斬車刀」と豪槍「徹車槍」を振るう。巨体のみならず戦闘技術も際立って優れており、その「機」の練りの凄まじさと「機兆」を読む鋭さで一度はガリィを圧倒した。その脅威で「荒野の魔王」の異名をとる反面、虐げられた大衆の代行者として熱狂的な支持者を集め、彼と行動を共にする命知らず達は多い。ザレムを落とし、「鳥が飛ぶ世界」を目指すという。電の出生には大きな秘密がある。

ボッズル大佐
バージャックの幹部。最強の戦闘部隊「沸き立つ（ボイリング）メタル」の部隊長。
頭部にカメラ・アイ、胴体に本来の顔を埋め込んだ大柄のサイボーグ。電の熱烈な信者であり、部下からの信頼も厚く、冷静沈着な男。元は先祖にグリン・ベレ族（グリーンベレーのこと。作中では1つの部族だったように伝えられている）を持つ誇り高い傭兵で、2年前にバージャックと戦って戦死したと思われていた。武人としての気骨がある振る舞いを見せるが、勝つためには味方の心情やヨルグとの友情すら利用するなど、手段を選ばない。

ナックルヘッド
バージャックの幹部。
スキンヘッドの生身の人間のように見えるが、それはフェイスカバーで、透過するケースに収めた脳髄を晒すサイボーグヘッドが素顔。輸送列車襲撃に失敗、ガリィに敗北したこともあってバージャック内での評価は失墜し「くるみ頭（ナッツヘッド）」と嘲笑される。しかし凶暴な戦闘狂でもあり、一瞬の隙を突いて造反、ボッズル大佐の部隊を壊滅させてガリィとの最終決戦に挑むが、生きていたフォギアの「徹し」を受けて脳が破裂し死亡した。

ケイオス
ノヴァの息子。電とは因縁浅からぬ関係で、バージャックとは中立の立場にある。サイコメトリー能力を持つ（サイコメトリスト）で、過去の遺物に触れながら海賊ラジオ放送を行っている。得意技は立花竜鬼斎の愛刀から再現した秘剣。物品から読み取った情報に精神を左右されることもある一方、案外軟派な性格であったりもしている。異常者であるノヴァを嫌い、その息子という立場から逃げようとばかりしていた。しかしガリィとの接触や、そのボディに残されたイドのガリィへの愛情、また電やバージャック達との交流を経て、ある壮大な計画を胸に抱く。
『LO』以前の無印版では、メルキゼデクの発狂でファクトリー機能を停止したクズ鉄町をベクターと共に纏めた。

ルゥ・コリンズ
ザレム「地上監察局」のオペレーター。
「TUNED」の工作員となったガリィにとって、ザレム人の数少ない理解者。ドジっ子な所があるが仕事には真面目で熱心。ガリィに対する様々な支援を通してザレムの遣り口に疑問を抱き始め、自分自身の立場を危うくした。イドを除いてガリィが唯一心を許したザレム人として友情すら抱いていたが、余りに地上人に肩入れし過ぎてしまい、地位を追われる結果となった。
『LO』以前の無印版では、ザレム人の“秘密”を知った際、それが丁度良いショックとなったのか「しゃっくりが止まった」とケロリとしており、逆にガリィを心配させた。その直後に“秘密”の阻止に向かうなど、ザレム人としては“バグ”入りだった可能性がある。メルキゼデクの発狂によるザレム崩壊以後は地上で暮らし、長年の片想いを実らせてケイオスと結婚した。

GRシリーズ
「ガリィレプリカ」の意。ガリィの活動データを基に作られた、量産型の「TUNED」戦闘ロボットである。ザレムの最新鋭装備で完全武装している上、格闘技の技量は「TUNED」加入時点のガリィと互角。機甲術奥義「遊撃功律動」までも使いこなし、ガリィを苦戦させた。全部で10体（続編の『LO』では12体）おり、バージャック鎮圧などに著しい成果を上げた。
作中に登場したのは2体のみ、GR-2はガリィと戦って破壊され、GR-10はバージャックを壊滅させたが、フューリーと相討ちになる。残る10体のGRシリーズの末路は続編の『LO』で語られ、GR-6（ゼクス）によってGR-11、GR-12（エルフ、ツヴェルフ）の2体を除く7機全てが撃破された。

ケイナ
農場でサイバネ医師をするようになったイドの助手を務めるサイボーグの少女。
元々ノヴァのラボで働いていたらしいが、イドと共に離れた。記憶を消去する前のイドからメッセージを預かっており、それをガリィに手渡した。「カポエラ」の使い手であり、看護婦でありながらけが人を増やしてしまうという本末転倒な部分もある。また格闘技に長けているとはいえ、その精神はほぼ一般人のそれで、ガリィを拍子抜けさせた。

ビュイック
バージャックでプロパガンダを担当するカメラマン。
外見は優しげな中年男性だが、元々はクズ鉄町で女性を殺害しその死体を撮ってコレクションする猟奇殺人者だった。ある日、他者に売ったコレクションが出回ったせいで賞金首となり町から脱出、その後バージャックに捕縛されるも記者であったことから特別捕虜として扱われ、組織に加わった。入隊後は取材を続ける中で夢と活力に生きるバージャックのメンバーに魅せられ、同時に自らの醜さを嫌悪していた。
GR-10によりバージャックが蹂躙される最中に再び狂気を開放するが、最期はコヨミを庇ってGR-10に撃たれ死亡する。死後、彼のカメラと撮影データはコヨミに受け継がれ、「馬借戦記」として出版された。

### OVAオリジナルキャラクター
チレン
声 - 小山茉美
イドに想いを寄せる元ザレム人女性医師。
天才サイバネ技師であったイドを追って地上に降り立ったためクズ鉄町の環境に耐えられず、共にザレムへの帰還を持ちかけるもイドに拒絶されてしまう。
ザレム帰還のためには手を選ばず、ベクターに体を売り、ザレム行きの見返りとしてコロッセオの選手へ違法改造を施す契約を結ぶ。そしてかつて自分が改造した選手であるグリュシカがイドの開発したガリィに敗北したことを知り、イドへの対抗心からグリュシカを再改造のうえ焚き付けてガリィを襲わせるなど、その根底にはイドへの愛情と嫉妬を持ち続けていた。
グリシュカの敗北で挫折感を抱いていたところに、ベクターの依頼でコロッセオの選手として勧誘するべくガリィと接触したことで心境が変化。ユーゴがザレムへ向かう事を不安がりながら何とか受け入れようとするガリィと、イドが地上に拘る事に怯える自分が重なり、ユーゴが危機に陥った際にはガリィの恋心にほだされ、その救出に手を貸した。
しかしそういった行動がベクターに勘付かれてしまい、「今すぐザレムに送ってやる」と生体標本にされてしまった。

グリュシカ
声 - 大友龍三郎
マカクのアレンジキャラクター。
元はコロッセオのチャンピオンであったが、エンドルフィン中毒に陥って他人の脳を喰らうようになったため賞金首に転落した。連続殺人鬼を追っていたイドと対決した際、介入してきたガリィに敗北を喫する。
コロッセオ時代のメカニックだったチレンを頼り、改造を施されて再びガリィとの戦いに挑む。

ギメ
声 - 曽我部和恭
白熱掌のクライブ・リーのアレンジキャラクター。
双刃刀を武器に扱う強者のハンター・ウォーリアーであり、狙っていたグリュシカの首をガリィに奪われた事で対抗心を抱いていた。やがて先回りしてユーゴを殺害することでガリィを誘き出し、対決を挑む。

### 小説オリジナルキャラクター
キャリコ
クズ鉄町の女性サイボーグで、ハンターウォリアー。足に熱したブレードを仕込み、「赤熱脚」の異名を取る。クズ鉄町の売春婦達と交流があり、連続娼婦殺人鬼に対する用心棒を引き受けていた。
当初はガリィを良き先輩として導いていたが、やがて彼女が自分に匹敵するかそれ以上の格闘技の才能を秘めていることに気づき、ガリィへの対抗心からいつか殺し合いになるだろう事に気づいたため距離をおいた。そして娼婦らを襲う謎の敵に挑むも返り討ちにあってしまう。
クライヴ・李の弟子であり、彼同様の熱心な物教徒。そのため全身を完全なフルボーグと化している。しかし師匠であるクライヴ・李に対して外部バッテリーを用いての赤熱化が限界、さらにブレードには加熱時間が必要など、実力・出力は劣ってしまっている。

シグ
クズ鉄町の娼婦。キャリコとは彼女が駆け出しのころからの馴染みで、娼婦街の用心棒を依頼するなど懇意にしていた。
ガリィが殺害された娼婦のパーツを装着している事から当初はイドを殺人鬼と誤認して一悶着あったものの、和解後は親身になってガリィの面倒を見、キャリコとの仲を取り持った。しかし連続殺人鬼の被害にあってしまう。

ベルグマン
レンタルボディ屋を営む男。全身を四角い小型のボディに換装している元モーターボーラー。成績は悪かったが、達人的な投げ技によるファイト優先のスタイルで人気を博した。
セコハン（中古）のため消化咀嚼型の胃の調子が悪く下痢気味だが、トイレにこもっていたせいで賞金首どもに存在を知られずに済んだ事が、ガリィの窮地を救うことになる。
その後ハンターとなることを決意したガリィにハンター用の戦闘ボディをレンタルする。

アスナス
イドが追っている連続殺人鬼の片割れ。本編でガリィが倒したミュータント女の妹で、姉が殺害された際に逃亡するもイドに追い詰められて殺された。賞金額は3万2千チップほどと、キャリコ曰く安値。

コルト
雄牛のような頭部を持った全身サイボーグのチンピラ。ガリィに絡むも逃げられた事で逆恨みし、十人ほどの手下を率いて襲撃する。
本人曰く「賞金首になるようなヘマをしたことはない」ようだが、それをアピールするために部下を殺してみせるなど本質的には賞金首と大差ない存在。

ノリンコ
元ハンターウォリアーである盲目の老人。普段はクズ鉄の山から使えそうな部品を掘り出して売っており、少女の姿をした人形を娘として話しかけるなど気の触れた人物と思われている。
しかし彼が発狂したのは賞金首の遺児に逆恨みされて妊娠中の妻を虐殺され悲しみのあまり気が触れてしまったためで、以来「生まれなかった娘のために友だちを送り届ける」という理不尽な理由で無差別殺人を繰り返している。
かつては「マンティスのノリンコ」として恐れられた蟷螂拳の達人で、老いて盲目となった今でもその技術は衰えを知らず、キャリコやガリィを苦しめた。

### 外伝オリジナルキャラクター
キャロル
『聖夜曲』に登場。知恵遅れの美女。出生にとある秘密があり、悲劇的な別れによってイドを大きく成長せしめる。

ガウス
『聖夜曲』に登場。イドが世話になっているサイバネ医師。イドから伝えられる正統医術に感銘を受けながらも、サイボーグを嫌悪するイドにこのままではクズ鉄町でやってはいけない事を諭す。

ソニック・フィンガー
『音速の指』に登場。通り魔を繰り返す男。特殊な指による音速の殺法でハンターウォリアーたちを圧倒する。

ゲリペリ
『馬借音頭』に登場。全身ボロボロの浮浪者。カメラ撮影と九鬼神伝流鎧組討の達人。

スネブ
外伝『灰者』主人公であり、「自爆王」の蔑称を持つモーターボーラー。本来は競技史に残る走りの天才だが、凄惨な人身事故を経て自爆行為を繰り返すようになる。

ドラグノフ
スネブの先輩モーターボーラー。本編でエスドックの神経を破壊した魔薬「アクセル」を試用し、抜群の好成績を残す。

## 作中の用語
サイボーグ
作中では、多種多様なサイボーグが登場するが、廃品利用により共通モデルが存在せず、ほとんど間に合わせの部品をくっつけたり取り替えたりという状況である。こういった乱暴な工学技術と生物組織が問題なく結合している一端には、ナノマシン技術が存在することも窺える。脊髄に相当するパーツはザレム直轄のファクトリーが提供する技術でナノマシン技術を組み込まれている他、神経接続にはナノマシン入り接着剤が使われているという解説がコミック巻末に掲載されている。特にオーダーメイドの高級なサイボーグボディや、過去の遺物とも言える特殊ボディも存在しており、ハイパワータイプや特殊なギミックを仕込んだもの、あるいは美しく装飾されたものもある。ガリィは当初、美麗な彫金がされた高級な中古義手をイドから与えられたが、賞金首との戦いの際に酷使して壊してしまっている。これは賞金首に殺された娼婦が使っていたもので最初から戦闘は考慮されていなかったため。
クズ鉄町では下手に怪我をすると（治療する必要がなくても）無理やりサイボーグにされ、ボディの代金の支払いを強要されることが日常茶飯事であり、生身の人間が町に居着かない原因ともなっているほか、殺されたサイボーグのパーツはファクトリーで売られたり、脊椎や特殊な機構を備えた高価なパーツは強奪されることもある。

ファクトリー
ザレムが消費するあらゆる製品を生産する施設。自動化工場で随所にデッキマンと呼ばれる人間を部品とした生体ロボットを配し、維持運営に当たらせている（「機械」であるデッキマンには向かない作業を行う機械技師や仲買人は存在している）。事実上ファクトリーは地上の富を吸い上げ、その余り物をクズ鉄町に流通させているが、その一方でクズ鉄町の治安維持活動をハンターを通じて行っており、犯罪者に賞金を掛けたりもしている。食品原料はクズ鉄町郊外の農場や漁村などから取り入れており、この余剰物資がクズ鉄町の食料需要を賄っているようだ。ファクトリーが定めた「ファクトリー法」が、クズ鉄町唯一といっていい法律で、これに逆らうことは即ち死を意味する。同法では、殺人や銃器の保持が禁じられているが、目的は住民の安全ではなくひとえにファクトリー運営とザレムの安寧のためだけにあるといっても過言ではなく、ザレムに近づくための飛行機械の製作と所持も禁じられている。

ハンターウォーリア
ファクトリー法によって定められた治安維持制度で、指定された犯罪者を捕獲（生死問わず）すると、犯罪者のランクによって賞金が支払われる。犯罪者に限定されているとは言え合法的に殺人ができるため、イドはハンターウォーリアとなった。なお、ハンターはその高い戦闘能力からファクトリー法によって監視対象ともなっており、登録コードを脳（神経細胞ではなく、それを保護する「グリア細胞」）に刻印され、ファクトリーに対する犯罪行為には、街頭デッキマンによるミサイル攻撃が加えられるという熾烈な対処が行われる。クズ鉄町では銃器と爆発物の所持及び使用が禁止されているため、専ら素手か刃物による肉弾攻撃を主体とした戦いを行う。

バーサーカー体（ボディ）
マカクとの戦いで失われたガリィのボディの代わりにイドが与えた「戦士の肉体」。クズ鉄町郊外を探索中に発見した墜落船の内部で発見したコレクション。
強靭なボディと随所に仕込まれたギミックで、プラズマを指先端から放出することができるなど、高いポテンシャルを秘めている。強力な磁場発生機能があり、磁力だけでマカクのボディを押し潰したほど。
宇宙戦争で使われたという曰く付きの代物で、人間を効率の良い兵器に仕立て上げるという設計思想は、医療を目的としたサイバネティクス技術とは対極の物といえる。かつての戦争では健康な人間を改造・兵器化して戦場に投入し、バーサーカーの名の通り、死ぬまで殺戮と破壊を撒き散らしたという。ボディ形状は外部からのデータ入力で一定幅で調整可能。ボディのギミックが機能する「コンバットモード」への移行は外部からの指令を除けば、本能に直結した大脳基底核からの信号が必要。
ノヴァによれば、全体がナノマシンで構成されているとのことで、この機体の制御プロテクトを解除したバーサーカーナノマシンでザパンが暴走、クズ鉄町に大災害を引き起こした。
続編である『LO』でも登場している。火星の一部地域や小惑星帯にプロテクトが解かれた暴走状態で残留しており、近くの物質や人間を取り込みながら暴れまわるため、国際認定されたハンター資格者によって処分される。ハンター資格者はバーサーカー細胞を解析して作られた「崩壊弾（ディケイダー。銃夢本編における「細胞破壊体（コラプサー）」。）」で分解処分する。また、『LO』でザジが行ったように強大な敵にバーサーカー細胞を撃ち込み、暴走させた上で崩壊弾によって処分する戦術も存在する。

チップ
作中世界の貨幣だが、下記の「脳チップ」と似た外見をしている。一般労働者が幾ら働いても日々どうにか食っていけるだけの、文字通りチップ程度の稼ぎにしかならないが、ハンターは直接ファクトリーから支払われる賞金で、結構な資産を得ることができる模様。

コロッセオ
クズ鉄町で行われるショービジネスの一種で“闘技場（コロッセオ）”の名の通り「闘士」と呼ばれる巨人型サイボーグの戦いを行う。大型ロボット並みのサイズになる巨人型を使うのは、技術的問題と共に機体が破壊されても脳が無事に済む確率が高い点もあると考えられる。対戦中に闘士が死亡したとしても罪に問われることがないが、生かしたまま勝利するといった真似が出来るのは実力者のみ。後述のモーターボールと同じで賭博の対象ともなっている。試合期間中の闘士は外部との接触を禁じられているが、これは公共賭博には付き物の八百長防止の意味が大きい。

モーターボール
クズ鉄町にあるモータースポーツの一種で、コース滑走用に特別設計された特注ボディを使用する。しかしモータースポーツとは名ばかりで、実際は競技中の殺人は罪にならず、相手ボディの積極的な破壊もルールの一部で、実質的に殺戮しあうバトルロイヤル形式の殺人ゲームである。モーターが仕込まれたボールはコース上でトリッキーな運動をし、正確にホールド用の穴に指を差し入れて運動を停止させ、（ボールが）コースを規定回数周回すればゴールとなる。このためボールの奪い合いは熾烈を極め死傷者続出ではあるが、ザレムの統治機構の一端として市民のフラストレーション発散に華々しくショーアップされ、公式にギャンブルとして賭けを行うことが認められている。加えてトップリーグのレースはザレムにも中継されており、トップリーグのチャンピオンともなるとそこらのチンピラですら顔を知っているほどの有名人となる。また選手の視界は動画として有料配信されており、観客がレースを疑似体験できるのも人気の一つである。特にウェイト制限は無いらしく、ガリィの柔軟な軽量高機動型ボディから、独特の斬撃ギミックを仕込んだアルムブレスト、重装甲過ぎてコースを完走できないティーゲルなど、様々なボディを持ったキャラクターが登場する。

脳チップ
人間の脳と同等の働きをする集積回路で、上記の「チップ」と似た外見をしている。元々ザレムを巨大な社会実験装置として機能させるためのもので、16歳（新装版では19歳）を過ぎたザレム市民は「イニシエーション」と呼ばれる成人の儀式で強制的かつ隠蔽された形で記憶と意識をこのチップにコピーされ、脳をチップに交換されることになる。このため脳チップには製造元であるM.I.B.の刻印がある。ザレム出身の成人以上の人間は全てこの脳チップに脳が置き換えられており、肉体の一部ないし大半を機械に置き換え脳神経と接続するサイボーグとは違い、精神の主体を占める脳が「作り物」に置き換えられることから、「人間」にとってその精神的苦痛は計り知れない。そのため事実を知ったザレム住人が発狂する一方、イニシエーションを受けようとする若者たちは脳よりも市民権が重要だと訴えるなど、その反応には個人差も大きい。チップ化することでシビリアンコントロールを図るためのものだと考えられているが、コントロールを超えてしまったもの＝“バグ”入りのチップを搭載したイドやノヴァは、それ故にザレムを追い出されたとされる。
『LO』ではガリィの複製であったGRシリーズも等しくこの脳チップを搭載していたことが明かされている。電子的素子であるため「生の脳と違って衝撃に強い」（脳挫傷しない）という利点がある。

保護粘体（ツーブリンガー / ZUBRINGER）
200年前に起きた戦争（『LO』におけるテラフォーミング戦争）でサイボーグ兵が作戦時船外活動の際に装甲代わりに使ったナノマテリアル。生体組織に触れると浸透してプラスチック化し仮死状態にするが、200年前の時点では「解凍する方法」がなかった。ガリィがクズ鉄町のゴミの山で200年後にも蘇生可能だった理由。LOへの改訂でこれに関して記述された回想シーンが削られたが、LO冒頭のイマジノス体構築時にノヴァがガリィの脳に特殊なナノポリマー樹脂が浸透して保護していることを言及している。

## アニメ
1993年にVHSビデオとLDで全2巻のOVAとしてアニメ化された。のちに2巻の内容を1巻に総集編としてまとめたものもビデオ、LDともに発売されている。国内でのDVD化はされていないが、海外版は存在する。
主に原作のマカク編、ユーゴ編を中心に再構成されたストーリーであり、マカクやザパンとガリィの確執や、ノヴァ教授とザレム人の秘密、そしてバーサーカーボディの存在などはカットされている一方、ユーゴとチレンの2人がザレムに憧れて手を伸ばし破滅していく様と、彼らを大事に思いながらも救えないガリィとイドの葛藤、そして2人の戦いを中心に描いている。
ギレルモ・デル・トロが絶賛してジェームズ・キャメロンへ紹介し、実写映画『アリータ:バトル・エンジェル』が生まれるきっかけとなったのは、このOVA版『銃夢』である。
VHS版
- Vol.1 銃夢〜ラスティ・エンジェル（前編）（1993年6月21日発売、JSVA-22201）
- Vol.2 銃夢〜ティアーズ・サイン（後編）（1993年8月21日発売、JSVA-22202）

LD版
- Vol.1 銃夢〜ラスティ・エンジェル（前編）（1993年6月21日発売、JSLA-22201）
- Vol.2 銃夢〜ティアーズ・サイン（後編）（1993年8月21日発売、JSLA-22202）

### スタッフ
- 監督：福富博
- 監修：りんたろう
- 脚本：遠藤明範
- キャラクターデザイン、総作画監督：結城信輝
- 作画監督：藤川太
- 作画監督補佐：木村雅広、箕輪豊、そえたかずひろ、宇佐見俊和
- 原画：稲野義信、木村雅広、小林正之、黒沢守、川名久美子、新留俊哉、橋本敬史、高橋しんや、田中比呂人、斎藤哲人、渡辺すみお、三原三千雄、宇佐見俊和、佐藤雄三、植田均、長濱博史、大関紀子、戸倉紀元、江村豊秋、工藤裕加、林秀夫、高秀国男、都築茂、鈴木典光
- 美術監督：金子英俊
- 撮影監督：山口仁
- 音楽：和田薫
- 音響監督：本田保則
- プロデューサー：杉田丈市、池口和彦
- 制作プロデューサー：丸山正雄、高江勇次
- 制作：アニメイトフィルム
- 制作協力：マッドハウス
- 製作：ケイエスエス、ムービック

## 小説版
1997年にジャンプ ジェイ ブックスから出版された。著者は木城の元アシスタントでもある川村泰久。
ストーリーは原作第1話のパラレルストーリーとも言える内容であり、蘇生したばかりのガリィがクズ鉄町で女ハンターのキャリコと出会い、憧れ、自分のボディとなった娼婦たちの仇を討つべく連続殺人鬼を追跡する物語となっている。バーサーカーボディやマカク、ノヴァやユーゴといった原作のキャラクターや要素は登場せず、ガリィはキャリコとの出会いと別れ、そしてノリンコとの戦いを通して傷つきながら戦士としての自分を取り戻していく。

## 実写映画
ロバート・ロドリゲス監督、ジェームズ・キャメロン製作による実写映画。2019年2月に公開された。